# Kościół św. Brygidy w Norrköping
Kościół św. Brygidy w Norrköping (szw. Sankta Birgittakyrkan, Norrköping) – kościół rzymskokatolicki należący do parafii katolickiej św. Brygidy w katolickiej diecezji Sztokholmu. 
Kościół św. Brygidy ma status zabytku sakralnego według rozdz. 4 Kulturminneslagen (pol. Prawo o pamiątkach kultury) ponieważ został wzniesiony do końca 1939 (3 §).

## Historia
Historia parafii rzymskokatolickiej w Norrköping rozpoczęła się w 16 grudnia 1897 wraz z przybyciem kapłana Bernharda Von Stolberg zu Stolberg, który wynajął w Stora Hotellet pokój do urządzenia kaplicy i sprawowania w niej mszy.
1 kwietnia 1903 urządził on kaplicę na piętrze budynku przy ul Skolgatan 24. W 1925 zachorował i musiał udać się na leczenie za granicę, gdzie w 1926 zmarł.
11 grudnia 1927 położono kamień węgielny pod budowę kościoła przy ul. Skolgatan 14. 7 października 1928 w święto św. Brygidy konsekrowano ołtarz i pobłogosławiono kościół. W 1939 parafia została oficjalnie uznana.
Kościół św. Brygidy to budowla dwunawowa ze 153 miejscami siedzącymi. Z zewnątrz ma zieloną, marmurową fasadę. Został nazwany perłą wśród dzieł sztuki miasta Norrköping.